# Effets psychosociaux des médias
 (juin 2015).
Si vous disposez d'ouvrages ou d'articles de référence ou si vous connaissez des sites web de qualité traitant du thème abordé ici, merci de compléter l'article en donnant les références utiles à sa vérifiabilité et en les liant à la section « Notes et références ».
Le sociologue canadien Marshall McLuhan (1911-1980) a analysé dans ses écrits les effets psychosociaux de divers médias, de l’imprimerie au télégraphe, en comprenant le téléphone, la radio, la télévision, la route et l’automobile. 
Le livre de McLuhan Pour comprendre les médias (1964) n’est pas un ouvrage sur les médias au sens habituel du terme. Le sous-titre de cet ouvrage précise : les prolongements technologiques de l’homme. Ce n’est pas seulement la presse, la radio et la télévision qui prolongent l’esprit ou le cerveau humain, mais c’est aussi la roue qui prolonge le pied et le vêtement qui prolonge la peau. Mc Luhan étudie quelques-uns de ces principaux « prolongements technologiques de l’homme dans l’espace/temps de la société et de l’Univers » et certaines de leurs conséquences psycho-sociologiques.
McLuhan mène une étude sur les êtres humains dans la société tels que les technologies les prolongent, en cherchant dans chacune d’elles un principe d’intelligibilité. Il jette un regard sur les effets psychosociaux des médias afin de les comprendre d’une façon qui nous amènera à les mieux utiliser.

## Les médias et  leurcontenu: «le message, c'est le médium»
Il n’a pas été évident, pour les contemporain de McLuhan, de se faire dire que le « message, c’est le médium » ; c’est-à-dire tout simplement, que les effets psychosociaux d’un média sur l’individu ou sur la société dépendent, de façon primordiale, du changement d’échelle spatio-temporelle, de la vitesse ou des modèles qu’il provoque dans les affaires humaines. 
Beaucoup de psychologues et de sociologues considèrent que le contenu d’information et le mode de propriété des médias ont quelque importance, alors que McLuhan estime ce contenu moins important par rapport à la configuration des médias eux-mêmes. L’une des principales caractéristiques des médias à notre époque est que leur contenu d’information (ou de matière/énergie suivant le type de médias) nous en cache encore leur vraie nature. 
Il mentionne : « quand nous voulons faire le point et quand nous devons, pour cela, nous arracher aux préjugés et à la pression qu'exerce une forme technique d'expression humaine, il nous suffit de visiter une société où cette forme-là ne s'est pas encore fait sentir ou une période historique où elle n'était pas encore connue ». 
Cette méthode a été utilisée pour étudier la télévision dans la vie de l’enfant aux années 1950. On a cherché, pour y faire des tests, des régions où la télévision n'était pas présente. Comme on n'avait pas étudié la nature particulière de l'image de télévision, les recherches ont porté sur des préférences de « contenu d’information », sur le vocabulaire utilisé et sur le temps passé devant l'appareil. En un mot, cette méthode était une méthode purement littéraire, encore qu'on ne s'en rendît pas compte. En conséquence de quoi, on n'a rien trouvé à rapporter.
McLuhan rétorque à ce sujet : « Si on avait employé cette méthode autour de l'an 1500 pour déterminer les effets du livre imprimé dans la vie des enfants ou des adultes, on n'aurait rien perçu des changements sociaux provoqués par la typographie dans la psychologie des individus et des sociétés ». Pour lui cette méthode d’étude des continus de l’information reste inefficace. Il soulignait l’idée de la primauté de la configuration des médias sur leur contenu d’information, parce que c'est le média, constitué d’un support/véhicule, qui façonne le mode et détermine l'échelle du transport de la matière/énergie et/ou l’information nécessaire à l'activité et des relations des hommes. 
Par conséquent, les contenus des médias et leur mode d'usage sont divers ; mais les effets psychosociaux de ces contenus sur la nature des relations humaines sont d’ordre secondaire et non primaire. 

## Le village global par accélération de l’information
L’expression de Marshall McLuhan « le village global » est devenue et reste célèbre. Selon lui, les technologies de communication audiovisuelle modernes (télévision, radio, etc.) ont fait changer les sociétés contemporaines comme l’ont fait auparavant les technologies de l’écrit.
Il dénonce la séparation de la raison et de l'intuition, de la pensée et des sentiments. D’après lui, l'ère mécanique des vieux médias du savoir écrit (la typographie) explique cette séparation et la prédominance de la vie abstraite sans signification, que les médias audiovisuels à technologies électroniques, plus particulièrement la télévision, ont rendue caduque. 
L’audiovisuel est la synthèse de diverses technologies et de brevets scientifiques. Il faudra attendre de nombreuses années pour voir réhabilités ces inventeurs géniaux et pour atteindre une vision plus raisonnablement évolutionniste de l'homme de la préhistoire à l'aube de la civilisation de l'image. En effet, si la révolution industrielle du XIXe siècle, génératrice de progrès immenses dans le domaine de l'image, annonce bien le village global planétaire de Marshall McLuhan, une approche anthropologique est essentielle si l'on veut comprendre la révolution de la modernité dans le domaine des arts au début du XXe siècle.
Comme le dit McLuhan : « La radio provoque une accélération de l'information qui se répercute dans les autres médias.  De toute évidence, elle contracte le monde à l'échelle du village et crée d'insatiables goûts villageois pour les cancans, les rumeurs et la malveillance personnelle. Mais la radio, bien qu'elle contracte le monde aux dimensions d'un village, n'homogénéise pas pour autant les divers quartiers de ce village, bien au contraire ».
Il n'est pas inutile de se demander d'où vient le mot globalisation très usité de nos jours. L'entrée de ce terme dans la représentation du monde date de la fin des années 1960. Deux ouvrages l'intronisent : War and Peace in the Global Village, de Marshall McLuhan, publié en 1969 ; et Between Two Ages. America's Role in the Technotronic Era, de Zbigniew Brzezinski,, publié également en 1969. 
Le premier ouvrage extrapole l'effet télévision sur la guerre du Viêt Nam ; avec ce conflit « en direct » auquel pouvait assister tout foyer américain, les téléspectateurs, prétend l'auteur, auraient cessé d'être passifs pour se convertir en participants. L'impératif technique commande, par conséquent, le changement social. Parallèlement, apparaît dans le grand public américain le slogan de la « révolution des communications » : c'est elle, clame-t-on, qui « développe le désir de consommation, la responsabilité sociale collective, la révolte des jeunes, la révolte féminine, la révolte de la mode, l'ère du jugement individuel, bref une nouvelle société ».
Le « village global » commence alors sa carrière sur le marché du « prêt-à-penser » du tout planétaire. On l'a vu encore en 1991 et 2001/2002 durant les guerres du Golfe en Irak, où la référence a été omniprésente, alors même que s’imposait la guerre psychologique.
L'ère planétaire nécessite de tout situer dans le contexte et le complexe planétaires. La connaissance du monde en tant que monde devient nécessité à la fois intellectuelle et vitale. C'est le problème universel pour tout citoyen au nouveau millénaire : comment acquérir l'accès aux informations sur le monde et comment acquérir la possibilité de les articuler et de les organiser ? Comment percevoir et concevoir le Contexte, le Global (la relation tout/parties), le Multidimensionnel, le Complexe ? 
Pour articuler et organiser les informations, et par là reconnaître et connaître les problèmes du monde, il faut une réforme de pensée. Or, cette réforme est paradigmatique et non pas programmatique : c'est la question fondamentale pour l'éducation, car elle concerne notre aptitude à organiser la connaissance.
En effet, il y a inadéquation de plus en plus ample, profonde et grave entre, d'une part, nos savoirs et arts disjoints, morcelés, compartimentés et, d'autre part, des réalités ou problèmes de plus en plus poly-disciplinaires, transversaux, multidimensionnels, transnationaux, globaux, planétaires.

## Effets psychosociaux de la typographie/imprimerie
À la Renaissance en Europe, l'imprimerie comme moyen de reproduction de l’écrit provoque une accélération considérable de la communication qu'on n'aurait pu imaginer. C’est ce que McLuhan appelle la Galaxie Gutenberg (1962). Ainsi, avec le transport de l'information sous forme imprimée, la route et le véhicule reprennent du service en Europe après mille ans de désuétude. En Angleterre, au XVIIIe siècle, l'influence de la diffusion de la presse imprimée fait apparaître la nécessité des routes pavées avec toutes les réorganisations démographiques et industrielles qui s'ensuivent. Ce sont les journaux qui ont défrayé, en grande partie, la construction des routes de poste en Angleterre. L'augmentation rapide du fret suscite le chemin de fer, capable de recevoir une forme de véhicule plus spécialisée que ne le pouvait la route et la voiture.  
Ainsi, à la Renaissance comme aujourd'hui, l'imprimé a libéré des forces sociales et psychologiques immenses en dégageant l'individu du groupe traditionnel et en montrant, en même temps, comment associer les individus les uns aux autres en une massive agglomération de puissance.  L'esprit entreprenant et individualiste qui poussait les artistes et les écrivains à s'exprimer eux-mêmes dans leurs œuvres aiguillonnait d'autres hommes vers de grandes entreprises, militaires ou commerciales.
McLuhan mentionne que : « Le plus important peut-être des dons de la typographie/imprimé à l'homme est celui du détachement ou du désintéressement : la faculté d'agir sans réagir ». Cependant, ce « détachement », qui était la marque même de l'esprit scientifique et de l'érudition dans une société instruite et éclairée, témoigne aujourd'hui de plus en plus et péjorativement, d'une « spécialisation » et d'une fragmentation du savoir, de l’art et de la sensibilité. La force fractionnelle et analytique qu'exerce l'imprimé dans notre vie psychique est à la source de cette dissociation entre la sensibilité artistique et la connaissance.
À l'âge de l'électricité et de l’électronique, la séparation de la pensée et du sentiment nous apparaît aussi étrange que la compartimentation de la connaissance dans les écoles et dans les universités. Et pourtant, c'est précisément cette capacité de séparer la pensée des sentiments, cette faculté d'agir sans réagir, qui a arraché l'homme, dans sa vie personnelle comme dans sa vie sociale, aux liens familiaux très serrés du monde tribal. 
Comme actuellement pour les nouvelles technologies électroniques de la cognition et communication, au tout début de la typographie ces techniques de l’imprimerie ont été mal comprises et mal utilisées pendant quelques décennies. Il n'était pas rare que l'acheteur d'un livre le porte chez un scribe pour le faire recopier et le faire illustrer. Pourtant, la typographie ne s'est pas simplement « additionnée » à l'écriture manuscrite, pas plus que les médias cognitifs à technologies électroniques sont additionnés à l’imprimerie mécanique. 
En effet, avant la typographie la culture manuscrite du Moyen Âge pratique une forme orale d'enseignement appelée en Occident la scolastique. En mettant des textes imprimés strictement identiques à la disposition de tous les étudiants et de tous les lecteurs, quel qu'en fût le nombre, l’imprimerie met fin rapidement au régime scolastique de la discussion orale. De fait, avant l'imprimerie, on consacre beaucoup de temps à la fabrication de ces manuels dans les écoles et les universités. La classe est une sorte de scriptorium dirigé par un glossateur. L'étudiant est un éditeur, aux deux sens du mot. Le marché du livre est un marché d'occasion où la marchandise est plutôt rare. Même au début du XVIIIe siècle, le Dictionnaire d'Oxford décrit un manuel comme « un classique recopié par l'étudiant, avec de larges interlignes réservés aux explications dictées par le maître ». 
L'imprimerie transforme à la fois l'enseignement et le commerce : le livre imprimé est le premier article commercial produit en série. La typographie est la première machine à enseigner à technologie mécanique, tout comme elle a été la première expérience de mécanisation d'un métier. En amplifiant et en prolongeant l'écriture sur le papier, la typographie/imprimé révèle et répand la structure psychosociale de l'écrit. En plus, l'imprimé ouvre aux œuvres du passé une nouvelle et vaste mémoire collective.
Entre autres conséquences psychologiques et sociales, l'imprimé a eu celle d'étendre à diverses régions son caractère d’uniformisation graduelle. Il s'agit du principe d'extension par homogénéisation qui constitue la clé de la compréhension de la puissance de l'Occident. La société ouverte l'est grâce à un processus typographique uniforme d'éducation qui permet à un groupe social de s'étendre indéfiniment par addition. 
Et pourtant, malgré la fragmentation du savoir et de l’art, la spécialisation extrême de l'activité humaine que supporte l'imprimerie, le livre imprimé représente une riche synthèse d'inventions culturelles antérieures. L'effort d'ensemble que représente un livre illustré constitue un exemple frappant du grand nombre d'inventions différentes nécessaires à l'obtention d'un nouveau résultat technologique.
L'imprimé a eu aussi l'effet indirect, plus notable encore sur la littérature et l’art du son et de la parole : il a séparé la poésie du chant, la prose de l'éloquence, et le parler populaire du langage des gens instruits. On peut alors lire de la poésie sans l'entendre : on se rend compte qu'il est possible de jouer d'un instrument de musique autrement qu'en accompagnant de la poésie ; la musique s'écarte de la parole.
À ces effets psychosociaux se rattache la révolution dans le domaine de l'expression. Au temps du manuscrit, le rôle de l'auteur est un rôle vague et imprécis. L'expression de soi ne provoque guère d'intérêt. La typographie, par contre, crée un média cognitif qui permet de parler haut et fort et de s'adresser à tous. Elle donne du caractère et l'audace de s'exprimer. Comme la montée du mondialisme et de la mondialisation du savoir accompagnant celle des nouvelles technologies de la cognition et communication, parmi les nombreux effets inattendus de la typographie, la montée du nationalisme et de la nation est peut-être celui qui nous est le plus familier. Alors que la tribu, forme amplifiée de la famille et des liens du sang, éclate sous l'influence de l'imprimerie et cède la place à une association d'hommes que l'on a formés uniformément à être des individus. Le nationalisme lui-même, devenu actuellement anachronique, est apparu comme une nouvelle forme d’organisation sociale et un sentiment intense du destin et de l'être collectifs : il dépendait d'une vitesse du mouvement de l'information inconnue avant l'imprimerie. 
L'unification politique de populations entières au moyen des langues véhiculaires et des groupements linguistiques était inconcevable avant que l'imprimerie ne transforme chaque langue vulgaire en un moyen de communication de masse étendu. Lors de la Renaissance occidentale, c'est la vitesse de l'imprimé, et le progrès commercial qui s'ensuivit, qui rendirent  la nation, qui forme un espace homogène de continuité et de concurrence, aussi normal que nouveau.

## Conclusion
L'analyste des effets psychosociaux des médias ne tarde pas à comprendre que les nouveaux médias d'une époque sont toujours considérés comme "pseudo quelque chose" par ceux qui ont modelé les médias antérieurs. Cela semble être un trait naturel qui assure un degré maximal de continuité sociale et de permanence au cœur du changement et de l'innovation. Pour maîtriser le changement, il faudrait le précéder, et non plus l'accompagner ou encore pire le suivre. La prévision donne le pouvoir d'orienter et de maîtriser les forces psychosociales du changement. Nous ne sommes pas sitôt prêts à contempler une sorte d'événement qu'il en survient une autre qui l'éclipse. 
En affaires comme en politique, des vitesses de communication aussi relativement faibles que celle de l'avion supersonique (comparativement à la vitesse des médias à technologies électroniques), transportant entre autres de l’imprimé, rendent absolument inefficaces les agencements antérieurs de l'organisation sociale. Aujourd'hui, la mondialisation du savoir dépend encore du livre imprimé et de la presse écrite classiques, mais aussi et surtout de la radio et la télévision par satellite et à l'ensemble des nouvelles technologies électroniques de cognition et communication, comme l’Internet.